# Побойная (Брянская область)
Побойная — деревня в Ду́бровском районе Брянской области, в составе Дубровского городского поселения. Расположена в 2 км к северо-западу от села Давыдчи, на южном берегу искусственного озера на реке Сеще. Население — 80 человек (2010).
Возникла в 1920-е годы (первоначально — посёлок); до 2005 года входила в Давыдченский сельсовет.
| Годы      | 1926 | 1979 | 1989 | 2002 | 2010 |
| --------- | ---- | ---- | ---- | ---- | ---- |
| Население | 93   | 132  | 106  | 82   | 80   |